# Pop Satori
Albums de Étienne Daho
Tombé pour la France
(1985) Collection
(1987)
Singles
1. Tombé pour la France
Sortie : 1er mai 1985
2. Épaule Tattoo
Sortie : 1er mars 1986
3. Duel au soleil
Sortie : octobre 1986

Pop Satori est le troisième album studio d'Étienne Daho, paru le 1er avril 1986.

## Historique
Cet album a été précédé par la sortie du single Tombé pour la France , édité en 1985, dont le clip sera réalisé par Jean-Pierre Jeunet et qui sera disque d'or. Deux autres singles seront extraits de cet album :  Épaule Tattoo  et  Duel au Soleil .
Étienne Daho souhaitait faire produire cet album par Torch Song, le groupe de William Orbit (futur producteur de Madonna, de Blur…). Mais l'enregistrement s'est mal passé, Torch Song étant rarement présent au studio (les membres étant en cours de séparation). L'album a donc été terminé à Paris avec Arnold Turboust et Rico Conning.
Le 2 octobre 2006, Capitol a sorti une version « deluxe » de l'album. Elle comprend l'album original, le « Pop Satori Show », enregistré à l'Olympia en 1986, mais aussi des remixes et des démos.

## Sortie et accueil

### Réception commerciale
Pop Satori rencontre un succès commercial lors de sa sortie : l'album se classe à partir du 31 mai 1986 durant 57 semaines et parvient à atteindre le top 10 pendant 17 semaines. Il monte jusqu'à la cinquième place.
L'album a été certifié disque d'or en 1986, puis disque de platine en 1987, pour plus de 400 000 exemplaires écoulés en France.

### Critique
Bien que l'album ait été la cible de certains critiques rock à l'époque de sa sortie – une pop music chantée en français étant alors « mal vue », dira Daho quelques années plus tard, – Pop Satori est largement acclamé à partir des années 2000.
L'album est cité dans l'ouvrage Philippe Manœuvre présente : Rock français, de Johnny à BB Brunes, 123 albums essentiels.

## Titres de l'album

### Version Originale
Toute la musique est composée par Arnold Turboust, sauf piste 3 par Stuart Moxham, pistes 4, 8 et 9 par Étienne Daho, piste 7 par Rico Conning, piste 10 par Jérôme Soligny et piste 12 par Syd Barrett.
| 1.    | Satori Thème                     | Étienne Daho                       | 1:51 |
| 2.    | Épaule Tattoo                    | Étienne Daho                       | 4:42 |
| 3.    | Paris, le Flore                  | Stuart Moxham, adapt. Étienne Daho | 4:14 |
| 4.    | Pop égérie O.                    | Étienne Daho                       | 3:52 |
| 5.    | Quelqu'un qui m'ressemble        | Étienne Daho                       | 3:53 |
| 6.    | Tombé pour la France             | Étienne Daho                       | 4:17 |
| 7.    | 4000 années d'horreur            | Étienne Daho                       | 4:19 |
| 8.    | (Qui sera) demain, mieux que moi | Étienne Daho                       | 4:01 |
| 9.    | Pari à l'hôtel                   | Étienne Daho                       | 3:35 |
| 10.   | Duel au soleil                   | Étienne Daho, Robert Farel         | 4:20 |
| 11.   | Satori Pop Century               | Étienne Daho                       | 3:18 |
| 12.   | Late Night                       | Syd Barrett                        | 3:03 |
| 45:25 |                                  |                                    |      |

## Crédits
- Producteurs : Étienne Daho, Arnold Turboust et Rico Conning sauf :
- Paris, Le Flore, Quelqu'un Qui M'Ressemble et (Qui Sera) Demain, Mieux Que Moi produits par Torch Song, Dick O'dell, Étienne Daho et Arnold Turboust
- Tombé Pour La France produit par Franck Darcel

### Version Deluxe
- Disque 1 : Pop Face

1. Satori Thème
2. Épaule Tatoo
3. Paris Le Flore
4. Pop Égérie O.
5. Quelqu'un Qui M'Ressemble
6. Tombé Pour La France
7. 4000 Années D'Horreur
8. (Qui Sera) Demain Mieux Que Moi
9. Pari À L'Hôtel
10. Duel Au Soleil
11. Satori Pop Century
12. Late Night
13. Satori Thème (Version "Jack In Paris")
14. Épaule Tattoo (Extended Version)
15. Épaule Tattoo (William Orbit's Remix)
16. Tombé Pour La France (Fischerspooner's Remix)
17. (Qui Sera) Demain Mieux Que Moi (Rico Conning's Single Remix)
18. Duel Au Soleil (Extended Version)
19. Duello Al Sole

- Disque 2 : Satori Face

1. Satori Thème (Live)
2. Épaule Tattoo (Live)
3. 4000 Années D'Horreur (Live)
4. Paris Le Flore (Live)
5. Quelqu'Un Qui M'Ressemble (Live)
6. Pop Égérie O. (Live)
7. (Qui Sera) Demain Mieux Que Moi (Live)
8. Duel Au Soleil (Live)
9. Tombé Pour La France (Live)
10. Satori Pop Century (Live)
11. Late Night (Live)
12. So In Love (Orchestral Manoeuvres in the Dark avec Étienne Daho)
13. Sweeter Than You
14. Soleil De Minuit (Sombre Romance Mix)
15. Soleil De Minuit (Graine De Violence Mix)
16. Satori Pop Century (Démo)
17. Love At First Sight (Démo)
18. (Qui Sera) Demain Mieux Que Moi (Démo)
19. Quelqu'Un Qui M'Ressemble (Démo)
20. Centerfold Romance (Démo)

## Musiciens
- Étienne Daho : chant et chœur
- Xavier Géronimi : guitare
- Arnold Turboust : basse, clavier et programmations
- Rico Conning : programmations
- Kako Bessot : trompette
- Michel Gaucher : saxophone
- Alex Perdigon : trombone

- William Orbit : basse, guitare et percussions sur Paris, Le Flore, Quelqu'un Qui M'Ressemble et (Qui Sera) Demain, Mieux Que Moi
- Jérôme Soligny : guitare acoustique sur Duel Au Soleil
- Denis Bourhis : piano sur Duel Au Soleil
- Chris Lee : trompette sur Paris, Le Flore
- Olly Moore : saxophone sur Pari À L'Hôtel

- Robert Farel : chœur sur Pop Égérie O.
- Laurie Mayer : chœur sur  Paris, Le Flore et Quelqu'un Qui M'Ressemble
- Elli Medeiros : chœur sur Pop Égérie O.
- Mercedes Audras : chœur sur 4000 Années D'Horreur
- Anne Claverie : chœur sur Duel Au Soleil